# Novaki Ozaljski
Novaki Ozaljski – wieś w Chorwacji, w żupanii karlowackiej, w mieście Ozalj. W 2011 roku liczyła 61 mieszkańców.